# 藤澤さなえ
藤澤 さなえ（ふじさわ さなえ、1982年10月27日 - ）は小説家、ゲームクリエイター。テーブルトークRPG『ソード・ワールド』『ソード・ワールド2.0』のリプレイ等を執筆している。

## 概略
大学在学中からグループSNEに所属し、2004年に『新ソード・ワールドRPGリプレイNEXT』（通称「ぺらぺらーず篇」）のゲームマスターとして抜擢された。前任者の秋田みやびは初心者と自称しつつもTRPG、GMに関してある程度のキャリアを持っていたが、藤沢はTRPG経験が少なくGMは全く初めての本当の初心者であった。さらにリプレイ開始当時は21歳と秋田より年齢も若かったため、シリーズ開始当初は監修の清松みゆきが後見人的位置についてサポートを行っていた。
新米GMにはシナリオを破綻させやすく難しいシティアドベンチャー要素にも意欲的で、プレイヤーの行動がセッションの展開を左右する、というTRPGの基礎に忠実なマスタリングを行う。その為、シリーズ開始当初はルールの運用やゲームの進め方で数々の失敗、熟練プレイヤーたちに振り回される展開となっていたが、シリーズが進むにつれGMとしての力量を上げ、シリーズ第2巻ではモケケピロピロを背景の小道具として活用・定着させるなど遊びを深化させ、続巻ではスケールの大きなキャンペーンやボードゲーム調のプレイスタイルをこなすほどになった。
これまでゲーム内では扱われなかった地域（ファンドリア・レイド）を初めてシナリオの舞台として取り上げたり、「ゲーム内で矛盾する設定が出たら、後付された方が優先される」という慣例を利用して、ワールドガイドに欠けた設定を補填する、使われる機会の少ない怪物を積極的に活用する、多くのオリジナルモンスターを創造するなど、確実に自らの個性を打ち出しつつある。近年では漫画も描く。
作風は着眼点・脱線・雰囲気など、あらゆる面で女性的なカラーが多く出ており、短編集ではこれまでのソードワールド小説とは一風変わった童話調の作品も書いている。
『デモンパラサイト・リプレイ　剣神（ブレードデモンズ）①　継承者』には、実名公表でプレイヤーの1人として参加し、解説も執筆している。彼女の勘違い発言から「プレイヤーキャラクター全員が実の兄弟」という、世にも珍しいRPGリプレイが開幕する事となった。この他にも天然ボケ的な勘違い発言が多く、ぺらぺらーずリプレイ最終巻では「地上から100m上空は大気圏外」と発言してプレイヤーを爆笑させている。
『ソード・ワールド2.0』においてはプレイヤー視点からのリプレイシリーズ『たのだん』を執筆。同企画はドラゴンマガジン誌で連載された。

## 作品リスト

### リプレイ（GM）
- 新ソード・ワールドRPGリプレイNEXTシリーズ
- ソード・ワールドRPGリプレイ・アンソロジー デーモン・アゲイン
- ソード・ワールド2.0 リプレイ Sweets シリーズ
- ソード・ワールド2.0 リプレイ ルーン・うぉーかーズ シリーズ
- ソード・ワールド2.0 イラストレーターリプレイ ガレリア×ダンジョンズ
- ソード・ワールド2.0 リプレイ 魔剣の島の駆けだし英雄シリーズ
- ソード・ワールド2.0 リプレイ サウザンドブレイブシリーズ
- デモンパラサイト・リプレイ ぬぎぬぎアクマとぱくぱくデーモン
- デモンパラサイト・リプレイ 極道☆キラリ
- ゴーストハンター13タイルゲーム・リプレイ 1000の部屋を持つ館

### リプレイ（プレイヤー）
- ソード・ワールド2.0 リプレイ たのだん（シャーリィ）
- ダブルクロス・リプレイ・エクソダス（"X08/死の導き手（デスコンダクター）"エミリア・ラウラ）
- デモンパラサイト・リプレイ 剣神（ブレードデモンズ）シリーズ（御剣楓）

### 小説
- ソード・ワールド・ノベル ぺらぺらーず漫遊記
- ソード・ワールド短編集
- ウィズ・ドラゴン　リンと竜
- エンドブレイカー!　真の終焉へ導く者